# Hof van Beroep voor het 8e circuit
Het Hof van Beroep voor het 8e circuit (Engels: United States Court of Appeals for the Eighth Circuit) is een Amerikaanse federale rechtbank die beroepszaken hoort afkomstig uit de 10 districten gelegen in de staten Arkansas, Iowa, Minnesota, Missouri, Nebraska, North Dakota en South Dakota. Circuit justice voor het zevende circuit is rechter Samuel Alito.